# Monterado
Monterado was een gemeente in de Italiaanse provincie Ancona (regio Marche), ongeveer 35 kilometer ten westen van Ancona zelf. Het telde 1803 inwoners (31-12-2004) alvorens de gemeente op 1 januari 2014 werd opgeheven en samengevoegd met Castel Colonna en Ripe in de nieuwe gemeente Trecastelli. De oppervlakte bedroeg 10,3 km², de bevolkingsdichtheid was 175 inwoners per km².
De volgende frazioni maakte deel uit van de gemeente: Ponterio.

## Demografie
Monterado telde ongeveer 698 huishoudens. Het aantal inwoners steeg in de periode 1991-2001 met 6,7% volgens cijfers uit de tienjaarlijkse volkstellingen van ISTAT.
| Jaar | Inwoneraantal |
| ---- | ------------- |
| 1991 | 1471          |
| 2001 | 1569          |

## Geografie
Monterado grensde aan de volgende gemeenten: Castel Colonna, Corinaldo, Mondolfo (PU), Monte Porzio (PU), San Costanzo (PU).